# 1965 في المكسيك
فيما يلي قوائم الأحداث التي وقعت خلال عام 1965 في المكسيك.

## رياضة
- 24 أكتوبر – جائزة المكسيك الكبرى 1965 الفائز ريتشي جينثر.

## مواليد

### يناير
- 7 يناير – خيسوس تشونغ ملاكم مكسيكي.
- 16 يناير – روبرتو رويز أسبرتسا لاعب كرة قدم مكسيكي.

### فبراير
- 3 فبراير – روبرت فرانسيس فان ويس
- 15 فبراير – هيكتور بيلتران ليفا إمبراطور مخدرات مكسيكي.

### مارس
- 8 مارس – خوان هرنانديز لاعب كرة قدم مكسيكي.

### مايو
- 10 مايو – هيكتور بيسيرا لاعب كرة قدم مكسيكي.

### يونيو
- 11 يونيو – مانويل أوريبي

### يوليو
- 4 يوليو – ليزا أوين

### سبتمبر
- 4 سبتمبر – أنخيل ألفونسو مارتينيز لاعب كرة قدم مكسيكي.
- 21 سبتمبر – جيراردو سيلفا لاعب كرة قدم مكسيكي.

### أكتوبر
- 27 أكتوبر – خورخي بايز ملاكم مكسيكي.

### نوفمبر
- 12 نوفمبر – جويل لونا زاراتي ملاكم مكسيكي.
- 28 نوفمبر – باكو راميريز لاعب كرة قدم مكسيكي.

### ديسمبر
- 29 ديسمبر – بيدرو بابلو أوسوريو لاعب كرة قدم مكسيكي.
- 31 ديسمبر – دانيال غوزمان لاعب كرة قدم مكسيكي.

## وفيات

### أبريل
- 18 أبريل – غييرمو غونزاليس كامارينا (مواليد 1917) مهندس مكسيكي.

### يونيو
- 17 يونيو – هيلاريو لوبيز (مواليد 1907) لاعب كرة قدم مكسيكي.